# Heinrich Landrock
Heinrich Landrock (* 26. Dezember 1890 in Cöpenick; † 9. Juli 1948 in Berlin) war ein deutscher Ruderer.

## Biografie
Heinrich Landrock nahm bei den Olympischen Sommerspielen 1912 in Stockholm mit seinem Verein dem Berliner RC Sport-Borussia in der Achter-Regatta teil. Jedoch konnte das Boot den Finallauf nicht erreichen. Beim Deutschen Meisterschaftsrudern 1921 siegte Landrock im Achter.